# Žigerovci
Žigerovci su naselje u Republici Hrvatskoj u Požeško-slavonskoj županiji, u sastavu općine Brestovac.

## Zemljopis
Žigerovci su smješteni oko 7 km sjeverozapadno od Brestovca, susjedna sela su Boričevci na jugu te Požeški Brđani i Perenci na sjeveru.

## Stanovništvo
Prema popisa stanovništva iz 2011. godine Žigerovci su imali 7 stanovnika, dok su prema popisu stanovništva iz 2001. godine imali 21 stanovnika.
| broj stanovnika | 13    | 25    | 12    | 21    | 40    | 56    | 52    | 105   | 44    | 58    | 71    | 58    | 44    | 25    | 21    | 7     | 7     |
|                 | 1857. | 1869. | 1880. | 1890. | 1900. | 1910. | 1921. | 1931. | 1948. | 1953. | 1961. | 1971. | 1981. | 1991. | 2001. | 2011. | 2021. |